# Италия на «Евровидении-1992»
Италия принимала участие в тридцать седьмом выпуске телевизионного конкурса Евровидение-1992, который состоялся 9 мая в Мальмё, Швеция. Страну представляла знаменитая певица Миа Мартини с песней Rapsodia ("Рапсодия"), написанной Джузеппе Дати и Джанкарло Бигацци. По итогам голосования она заняла четвёртое место из 23, набрав 111 очков. Это был четвёртый год подряд, когда Италия финишировала в десятке лучших. Тем не менее, Rapsodia стала предшественницей итальянской заявки на Евровидение-1993 Sole d'Europa Энрико Руджери. Конкурс был показан RAI на канале Rai Due с комментариями Пеппи Францелин. Он также транслировался по радио Rai Radio 2 с комментариями Антонио де Робертиса. Глашатаем от Италии была Николетта Орсомандо.

## Предыстория
К моменту своего участия на конкурсе 1992 года Италия участвовала на Евровидение 33 раза как одна из семи оригинальных стран с самого первого конкурса 1956 года. В 1981, 1982 и 1986 годах Италия не участвовала в мероприятии по причине его архаичности и отсталости от мира современной поп-музыки. Кроме того, страна дважды выигрывала Евровидение: в 1964 году с песней Джильолы Чинкветти Non ho l'età и в 1990 году с песней Тото Кутуньо Insieme: 1992. Италия организовывала проведение Евровидения дважды: в 1965 году в Неаполе и в 1991 году в Риме. На конкурсе 1991 года композиция Comme è ddoce 'o mare в исполнении Пеппино ди Капри заняла седьмое место, набрав 89 очков.

## До «Евровидения»

### Внутренний отбор
Итальянская телекомпания RAI отвечает за организацию отбора заявки на Евровидение и трансляцию конкурса. С 1956 по 1966 годы RAI использовала фестиваль Сан-Ремо для выбора артиста и песни для участия на Евровидение. С 1967 по 1971 годы представители Италии выдвигались внутри телекомпании. В 1972 году RAI вновь использовало фестиваль Сан-Ремо для выбора артиста и песни для участия на Евровидение. Но уже с 1973 года вещатель окончательно перешёл на внутренний отбор.
Для заявки на Евровидение RAI утвердило кандидатуру известной певицы Мии Мартини. Ранее она уже участвовала на Евровидение-1977 с композицией Libera, где заняла лишь 14-е место. Помимо этого, Мартини несколько раз участвовала на фестивале Сан-Ремо. Последний раз это произошло в феврале 1992 года с песней Gli uomini non cambiano, написанной Джузеппе Дати и Джанкарло Бигацци и занявшей второе место в финале. В результате RAI объявило, что Миа Мартини будет представлять Италию на Евровидение-1992 с песней Rapsodia, написанной тем же тандемом авторов, что и Gli uomini non cambiano.

## На «Евровидении»
В Мальмё Миа Мартини выступала под номером 19, между Данией и Югославией. Ещё до начала конкурса букмекеры считали Италию одним из фаворитов на победу, наряду с Великобританией, Мальтой и Кипром. Непосредственно перед началом выступления один из зрителей зала в Мальмё пожелал Мии удачи, на что певица поблагодарила его. Драматическое произведение произвело сильный эффект на некоторых жюри, в результате чего Мартини заняла четвёртое место из 23, набрав 111 очков, включая 12 очков от Нидерландов, Норвегии, Франции и Финляндии. В то же время некоторые страны, такие как Испания, Великобритания и Дания не присудили Италии ни одного очка. 12 очков итальянское жюри присудило Греции. Дирижёром оркестра во время исполнения итальянской песни был Марко Фаладжани.
Через три года после своего выступления на Евровидение в Мальмё Миа Мартини скоропостижно скончалась в Милане. Ей было всего 47 лет.

### Голосование
| Очки      | Страна                                        |
| --------- | --------------------------------------------- |
| 12 баллов | - Нидерланды - Норвегия - Финляндия - Франция |
| 10 баллов | - Исландия - Кипр                             |
| 8 баллов  | - Португалия - Швеция                         |
| 7 баллов  | - Швейцария                                   |
| 6 баллов  | - Австрия                                     |
| 5 баллов  | - Мальта - Турция                             |
| 4 балла   |                                               |
| 3 балла   | - Греция                                      |
| 2 балла   |                                               |
| 1 балл    | - Германия                                    |

| Очки      | Страна         |
| --------- | -------------- |
| 12 баллов | Греция         |
| 10 баллов | Швейцария      |
| 8 баллов  | Великобритания |
| 7 баллов  | Испания        |
| 6 баллов  | Франция        |
| 5 баллов  | Исландия       |
| 4 балла   | Кипр           |
| 3 балла   | Мальта         |
| 2 балла   | Ирландия       |
| 1 балл    | Португалия     |